# Dicranum nigro-flavum
Dicranum nigro-flavum är en bladmossart som beskrevs av C. Müller 1897. Dicranum nigro-flavum ingår i släktet kvastmossor, och familjen Dicranaceae. Inga underarter finns listade i Catalogue of Life.